# Красіленко Володимир Андрійович
Володи́мир Андрі́йович Красі́ленко (30 листопада 1931, Бершадь, нині Вінницької області — 11 липня 2021) — український поет. Член Національної спілки журналістів України, Національної спілки письменників України (2005). Кандидат технічних наук (1967).

## Біографія

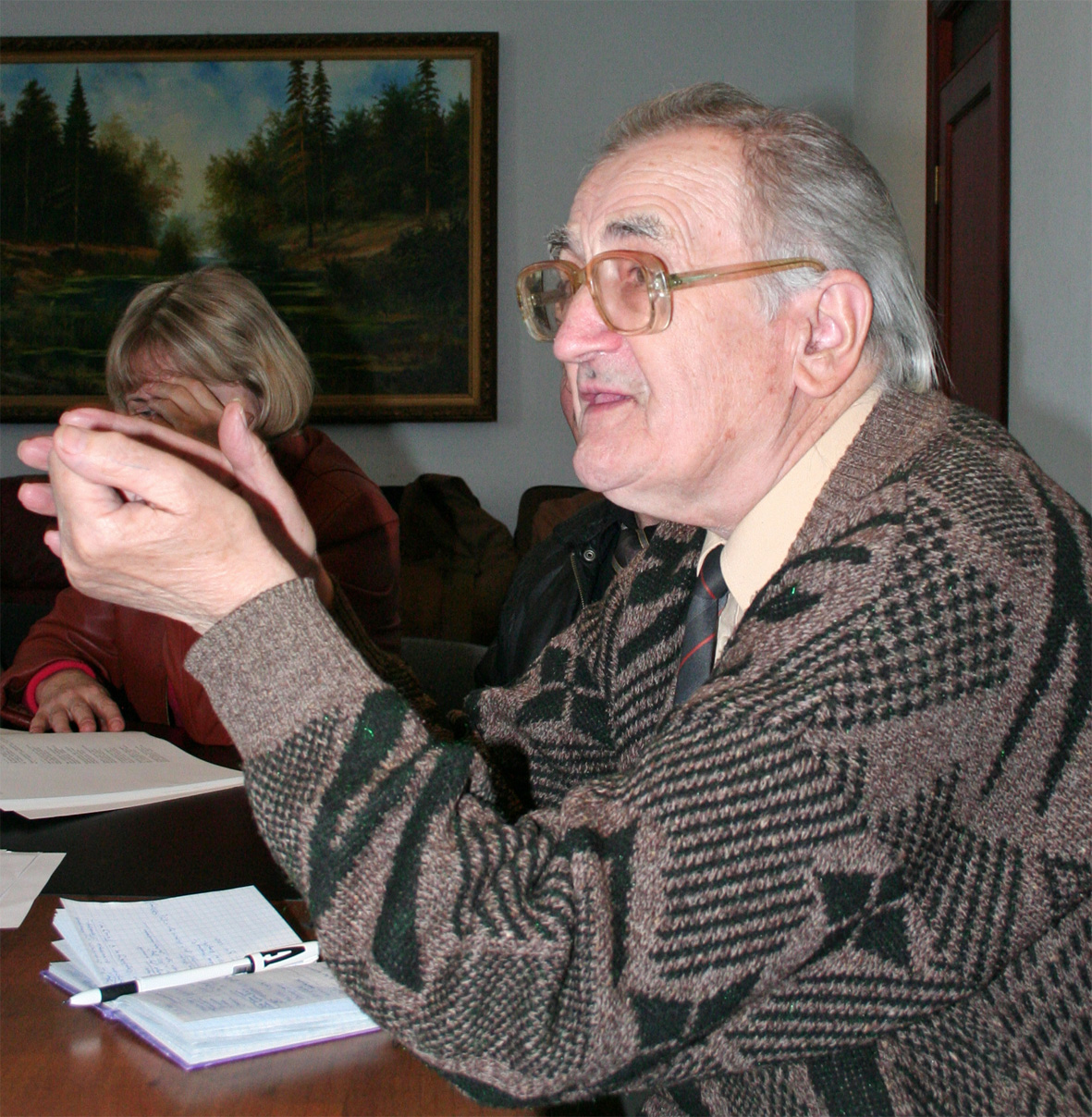
В. А. Красіленко на зборах Вінницької письменницької організації.

Народився 30 листопада 1931 року в місті Бершадь, нині Вінницької області. Середню освіту здобував в Ободівській початковій школі (1937–1941), Війтівській семирічці (1943–1947) та Бершадській середній школі № 1 (1947–1950).

Закінчив радіотехнічний факультет Львівського політехнічного інституту (1955). За основним фахом — інженер-електрик у галузі автоматики та приладобудування.

У 1955–1956 рр. — інженер Інституту машинознавства та автоматики Львівського відділення АН УРСР. 1957 р. був переведений на посаду асистента Львівського політехнічного інституту, а 1958 р. — до Інституту автоматики і електрометрії Сибірського відділення АН СРСР (Новосибірськ, Росія), де навчався в аспірантурі. Кандидат технічних наук (1967). Працював на посаді молодшого наукового співробітника, виконував обов'язки ученого секретаря, а також за сумісництвом провадив заняття на посаді доцента в Новосибірському державному університеті до вересня 1969 р.

За конкурсом був обраний у 1969 р. деканом факультету радіоелектроніки Вінницького філіалу Київського політехнічного інституту (нині Вінницький національний технічний університет). Працював на цій посаді до 1975 р. У 1969–1992 рр. — доцент кафедри. Науковий доробок становить близько 30 публікацій, у тому числі 6 авторських свідоцтв на винаходи.

## Творчість
Починав як журналіст у 60-ті роки ХХ ст. під час перебування у Новосибірську, дописуючи до газет «Вечерний Новосибирск», «Советская Сибирь», багатотиражки Академмістечка «За науку в Сибири».

З січня 1994 р. працює в жанрі віршованого гумору й сатири, епіграми, пародії, усмішки, шаржу, каламбуру. Друкується у місцевій та загальноукраїнській пресі. Автор близько десяти книг:

- «Веселе пекло» : поетичні мініатюри / В. А. Красіленко. — Вінниця: Універсум-Вінниця, 2000. — 80 с. : іл. — ISBN 966-7199-71-1;
- «Зимний марафон» : / В. Красиленко. — Вінниця: Універсум-Вінниця, 2000. — 72 с. : ил. — ISBN 966-7199-75-4;
- «Не наступайте на граблі!» : вірші, гумор, сатира / В. А. Красіленко. — Вінниця: Універсум-Вінниця, 2001. — 88 с. — ISBN 966-641-007-9;
- «Маленькі пасквілі» : сатиричні мініатюри / В. А. Красіленко. — Вінниця: Велес, 2002. — 96 с. — ISBN 966-7993-30-2;
- «Сатиріаз» : гумор і сатира — 100 мініатюр / В. А. Красіленко. — Вінниця: Власюк О., 2004. — 112 с. — ISBN 966-8413-31-8;
- «Всього усім не можна дати…»: Вибране. Про мене. / Володимир Красіленко. — Вінниця: Власюк О., 2005. — 64 с. — ISBN 966-8413-53-9;
- «Помаранчевий синдром» : вибране: Гумор і сатира / В. А. Красіленко. — Київ: Український письменник, 2006. — 149 с. : фото. — ISBN 966-579-199-0;
- «Зимний марафон» : / В. Красиленко. — Вінниця: Вінницька газета, 2018. — 72 с.;
- «Колючий сніп» : 250 колосків сатири і гумору/ В. Красиленко. — Вінниця: К.: Український письменник, 2018. — 144 с. : ил. — ISBN 978-966-579-507-0;
- «Свіжа випічка» : 100 віршованих мініатюр/ В. Красиленко. — Вінниця: Вінницька газета, 2018. — 60 с. — ISBN 978-966-2277-74-8.

## Нагороди, літературні премії
- Всеукраїнська літературно-мистецька премія імені Степана Руданського (2008) за збірку вибраного «Помаранчевий синдром»;[6]
- Переможець (перше місце) Всеукраїнського конкурсу ім. М. Лукаша «Шпигачки» в номінації «Поезія» (2010).[7]

|                         | Усвідомлюючи себе сатириком, він, як на мої літературознавчі критерії, є переважно гумористом. Легкий, ненав'язливий усміх, витончена гра слів і понять, а то й іскрометне перефразування засобами вірша вислову, почутого в народі, або вичитаного у філософів та мислителів, — ось найочевидніші його творчі засоби. |
| — Михайло Стрельбицький | |